# 트로이아 여인들
《트로이아 여인들》(고대 그리스어: Τρῳάδες, Trōiades)은 에우리피데스가 쓴 고대 그리스 비극 작품이다. 《트로이아 여인들》은 트로이 전쟁을 다룬 에우리피데스의 삼부작 중 3번째 작품이다. 첫 번째 비극, 《알렉산드로스》는 불길한 예언때문에 유년기에 부모에 의해 버려지고 성인이 되어 트로이의 왕자로 인정받게 되는 파리스를 다루고 있다. 두 번째 비극, 《팔라메데스》는 오딧세우스가 뛰어난 재능을 가진 팔라메데스를 모함하여 죽인다는 내용이다.
펠로폰네소스 전쟁 중 기원전 415년에 초연된 이 드라마는 에게 해의 멜로스 섬을 함락한 후 그해 초 아테네인들이 그 섬 주민들을 학살하고 토벌한 것에 대한 해설로 종종 간주된다. 기원전 415년은 또한 헤르마 신성 모독 사건이 발생한 해이자 아테네인의 두 번째 시켈리아 원정이 시작된 해이기도 하다. 이 사건은 저자에게도 영향을 미쳤을 수 있다.

## 개요
파리스와 헬레나의 도주가 촉발한 전쟁은 10년을 이어지다 트로이의 패배로 끝이 난다. 그리스군이 귀향을 준비하는 가운데 포세이돈과 아테네가 이들의 시련을 예고하며 극이 열린다.
한편 전쟁 통에 남편과 자식을 잃고 전쟁이 끝난 뒤에는 그리스군에 노예로 끌려가게 된 트로이 여인들의 비탄이 노래를 이룬다. 특히 트로이의 왕비 헤카베와 그녀의 며느리이자 헥토르의 아내였던 안드로마케의 절망은 더욱 깊다. 살아남은 자식들마저 희생 제물로 바쳐져 죽임을 당해야 했기 때문이다. 그런 가운데 헤카베는 헬레네에게 전쟁의 책임을 묻고자 한다. 하지만 헬레네에게도 변명의 여지는 있다.
헬레네를 제외한 이 작품에 등장하는 모든 트로이 여인들은 죄도 없이 극심한 고통을 겪는다. 죄가 있다면 전쟁 자체다. 모든 전쟁에 정의는 없다. 전쟁의 황폐성과 잔인성만 있을 뿐이다. 이 작품에서 전쟁에 참여한 인물들의 영웅적 면모는 그 어디에도 없다. 승리에 대한 지나친 열망에 사로잡혀 광기를 드러내는 전사들만 있을 뿐이고, 불경을 범하고 패전국 여인들을 성적 노리개로 삼아 끌고 가는 인간답지 못한 인간들이 있을 뿐이다. 아가멤논은 신조차 범하지 않은 트로이의 공주 카산드라를 첩으로 삼고, 목마를 이용해 승리에 기여한 오디세우스는 일국의 왕비 헤카베를 종으로 끌고 가고, 아킬레우스의 아들 네오프톨레모스는 아킬레우스 손에 죽은 헥토르의 아내 안드로마케를 노예로 삼고, 안드로마케의 어린 아들과 트로이의 공주 폴릭세네는 희생 제물로 바쳐진다.
이 비정한 전쟁의 끝에 승자는 존재하지 않는다. ‘인간다움’을 포기한 불경한 인간들과 수치스런 욕망과 광기에 희생되어 허망하게 사라진 인간들이 있을 뿐이다. 에우리피데스는 이 작품을 통해 전쟁의 참혹한 양상과 그 가운데 모든 것을 잃고 고통으로 신음하는 인간 존재의 덧없음을 드러낸다.

## 등장 인물
- 포세이돈 - 바다·지진·돌풍의 신
- 아테나 - 지혜·전쟁·직물·요리·도기·문명의 여신
- 헤카베 - 트로이아 왕 프리아모스의 미망인
- 탈티비오스 - 그리스군 전령
- 코러스 - 포로로 잡힌 트로이아 여인들
- 안드로마케 - 헤카베의 며느리, 헥토르의 미망인
- 메넬라오스 - 스파르테 왕, 그리스군 장수
- 헬레네 - 메넬라오스의 아내